# جيم هاغ
جيم هاغ (بالإنجليزية: Jim Hague)‏ هو صحفي أمريكي، ولد في 2 يونيو 1961.